# The Great Divide (Allen/Lande)
The Great Divide è il quarto album in studio del progetto Allen/Lande, una collaborazione tra il cantante dei Symphony X, Russell Allen e Jørn Lande (ex-Masterplan).
Registrato ancora una volta per la Frontiers Records e uscito nel 2014, il disco vede subentrare Timo Tolkki (ex- Stratovarius) al posto di Magnus Karlsson; sebbene Tolkki paia adattarsi ad un songwriting il più possibile in linea con il suo predecessore, si denota comunque un marcato stacco verso territori tipici delle sue produzioni più classiche.
Il disco differisce inoltre dai 3 precedenti in quanto alla stesura dei brani partecipano qui per la prima volta i due cantanti.

## Tracce
1. Come Dream with Me – 4:34
2. Down from the Mountain – 4:06
3. In the Hands of Time – 4:27
4. Solid Ground – 5:10
5. Lady of Winter – 4:53
6. Dream About Tomorrow – 5:11
7. Hymn to the Fallen – 5:31
8. The Great Divide – 6:26
9. Reaching for the Stars – 5:24
10. Bittersweet – 4:28

## Formazione
- Russell Allen - voce
- Jørn Lande - voce
- Timo Tolkki - chitarra, basso, tastiere
- Jami Huovinen - batteria